# Дмитровская сельская община (Кировоградская область)
Дмитровская сельская община (укр. Дмитрівська сільська громада) — территориальная община в Кропивницком районе Кировоградской области Украины.
Административный центр — село Дмитровка.
Население составляет 6610 человек. Площадь — 550,9 км².
Община создана 12 июня 2020 года, путём объединения территорий Дмитровского, Иванковецкого, Макарихского и Цибулёвского сельских советов Знаменского района.
Решением Кировоградского областного совета от 13 июня 2022 года были исключены из учётных данных сёла Весёловка и Пятихатки

## Населённые пункты
В состав общины входит 12 сёл:
- Дмитровка
  - Весёлый Кут
  - Гостинное
  - Долина
  - Калиновка
  - Макариха
  - Новопокровка
  - Плоское
- Иванковецкий старостинский округ:
  - Заломы
  - Иванковцы
  - Юхимово
- Цибулёвский старостинский округ:
  - Цибулёво